# Evangelho segundo Marcos
O Evangelho Segundo Marcos (em grego:  κατὰ Μᾶρκον εὐαγγέλιον, τὸ εὐαγγέλιον κατὰ Μᾶρκον - transl. euangelion kata Markon) é o segundo livro do Novo Testamento. Sendo o evangelho mais curto da Bíblia cristã, com apenas 16 capítulos, ele conta a história de Jesus de Nazaré. É considerado pelos eruditos um dos três evangelhos sinópticos. De acordo com a tradição, Marcos foi pensado para ser um epítome, o que representaria sua atual posição na Bíblia, como um resumo de Mateus e Lucas. No entanto, a maioria dos estudiosos contemporâneos considera essa obra como a mais antiga dos evangelhos canônicos - uma posição conhecida como prioridade de Marcos - embora a obra contenha 31 versículos relativos a outros milagres não relatados nos outros evangelhos.
O Evangelho de Marcos narra o ministério de Jesus, desde Seu batismo por João Batista até Sua Ascensão. A obra concentra-se particularmente na última semana de Sua vida (capítulos 11-16, a viagem até Jerusalém). Sua narrativa rápida retrata Jesus como um homem de ação heróica.
Um tema importante de Marcos é o Segredo Messiânico. Jesus pede silêncio sobre sua identidade messiânica algumas vezes após fazer alguns milagres, além de esconder sua mensagem com parábolas. Os discípulos também não conseguem entender as implicações dos milagres de Cristo.
Todos os quatro evangelhos canônicos são anônimos, mas a tradição cristã primitiva identifica autor deste evangelho como Marcos, o Evangelista, de quem se diz ter baseado este trabalho sobre o testemunho de Pedro. Alguns estudiosos modernos consideram essa tradição essencialmente credível, enquanto outros a põe em xeque. No entanto, mesmo os estudiosos que duvidam da autoria de Marcos reconhecem que muito do material deste Evangelho remonta um longo caminho, representando informações importantes sobre o Jesus histórico. Por isso, o Evangelho de Marcos é muitas vezes considerado a fonte primária de informações sobre o ministério de Jesus.

## Composição
Provavelmente, o Evangelho de Marcos não leva o nome do seu autor. A tradição do século II atribuiu a autoria deste evangelho a Marcos Evangelista (também conhecido como João Marcos), um companheiro de Pedro. Para os Pais da Igreja, a obra foi baseada nas memórias de Pedro. O evangelho foi escrito em grego koiné logo após a destruição do Segundo Templo de Jerusalém no ano 70 d.C., possivelmente na Síria. No entanto, outros estudiosos afirmam que evidências, tanto externa quanto interna, apontam para a autoria de Marcos, antes do ano 70 d.C. Por outro lado, o uso feito pelo autor de fontes variadas seria uma evidência contra a autoria tradicional. De acordo com a maioria, o autor é desconhecido.

### Autoria e fontes
De acordo com Irineu, Papias de Hierápolis (escritor do início do século II) relatou que este evangelho foi escrito por João Marcos, companheiro de Pedro em Roma e em "momento algum errou ao escrever as coisas conforme recordava. Sua preocupação era apenas uma: não omitir nada do que havia ouvido, nem falsificar o que transmitia.". A maioria de estudiosos modernos do Novo Testamento acreditam que este evangelho foi escrito na Síria por um cristão desconhecido, em torno de 70 dC, utilizando várias fontes, incluindo uma narrativa da paixão (provavelmente escrito), uma coleção de milagres e histórias de Jesus (oral ou escrita), tradições apocalípticas (provavelmente escrito), além de controvérsias e ditos didáticos (alguns possivelmente escritos). Alguns dos materiais presentes no Evangelho de Marcos, no entanto, são bastante antigos, o que representa uma importante fonte de informações históricas sobre o Jesus histórico.
Marcos escreveu principalmente para um público gentio, de língua grega e residentes do Império Romano: as tradições judaicas são explicadas de forma clara visando os não-judeus (por exemplo, Marcos 7:1–4; Marcos 14:12; Marcos 15:42); há várias palavras e frases em aramaico que são expandidas e explicadas pelo autor, como ταλιθα κουμ (Talitha qoum, em Marcos 5:41, no episódio da Filha de Jairo), κορβαν (Corban, Marcos 7:11), αββα (abba, Marcos 14:36). Quando Marcos faz uso do Antigo Testamento, ele o faz se utilizando da versão traduzida para o grego, a Septuaginta (por exemplo, Marcos 1:2; Marcos 2:23–28; Marcos 10:48; Marcos 12:18–27; também compare Marcos 2:10 com Daniel 7:13–14) .

### Fonte de Mateus e Lucas
Maioria dos estudiosos acreditam que o Evangelho de Marcos foi o primeiro dos evangelhos canônicos a ser escrito, servindo como fonte para os evangelhos de Mateus e Lucas. A razão porque este evangelho recebe tanta atenção por parte da comunidade acadêmica é a crênça generalizada de que o Evangelho de Marcos e, provavelmente, a fonte Q, foram a base dos evangelhos sinópticos, como descrita na hipótese das duas fontes. Assim, os eruditos no Novo Testamento concordam que o Evangelho de Marcos é um documento, escrito grego koiné e que serviu de base para os Evangelhos Sinópticos. Ele fornece a cronologia geral da vida de Jesus, desde o batismo até o túmulo vazio.

## Diferentes versões
O Evangelho de Marcos é o mais curto dos evangelhos canônicos. Seus manuscritos, tanto os pergaminhos quanto os códices, possuem diferentes versões do texto, principalmente no início e no final. Estas perdas não afetam essencialmente o conteúdo teológico do evangelho. Por exemplo, Marcos 1:1 foi encontrado em duas formas diferentes: a maioria dos manuscritos de Marcos, incluindo o Codex Vaticanus do século XIV, tem o texto "filho de Deus", enquanto outros três importantes manuscritos não possuem essa versão. Esses três são: Codex Sinaiticus (século IV), Codex Koridethi (século IX) e o texto chamado Minúsculo 28 (século XI). O suporte textual para o Filho de Deus em Marcos 1:1 é forte, mas a frase pode não estar presente no texto original.
As interpolações também não são editoriais. Na crítica textual, é comum que comentários escritos nas margens dos manuscritos sejam incorporadas ao texto nas cópias daquela versão. Qualquer exemplo particular é aberta à discussão, mas pode-se tomar como exemplo a nota de «Quem tem ouvidos para ouvir, ouça» (Marcos 7:16), que não é encontrado nos manuscritos mais antigos.
Revisão e erro editorial também podem contribuir para as diferentes versões do texto de Marcos. A maioria das diferenças são triviais. No entanto, Marcos 1:41, onde o leproso se aproximou de Jesus implorando para ser curado, é significativo. Os manuscritos mais antigos (Texto-tipo Ocidental) afirmam que Jesus ficou irado com o leproso, enquanto as versões mais tardias (Texto-tipo Bizantino) indicam que Jesus mostrou compaixão. Esta é possivelmente uma confusão entre as palavras em aramaico ethraham (ele tinha pena) e ethra'em (ele ficou furioso). Como é mais fácil entender por que um escriba iria mudar raiva para pena do que pena à raiva, a versão anterior é provavelmente a original.

## Final de Marcos
A partir do século XIX, os estudiosos da crítica textual passaram a afirmar que Marcos 16:9–20, que descreve o encontro de alguns discípulos com Jesus ressuscitado, foi uma adição posterior ao evangelho. Nesse caso, Marcos 16:8 seria o fim do Evangelho de Marcos com a descrição do túmulo vazio e que é imediatamente precedido por uma declaração de um: 
"jovem vestido com uma túnica branca afirmando que Jesus ressuscitou e está indo adiante de vós para a Galiléia".
Os últimos doze versos estão faltando nos mais antigos manuscritos do Evangelho de Marcos. Além disso, o estilo destes versos é diferente do resto deste evangelho, sugerindo que eles foram uma adição posterior.

## Características
O Evangelho de Marcos é diferente dos outros evangelhos em vários detalhes, na linguagem e no conteúdo. Sua teologia é única. O vocabulário presente nesta obra possui 1330 palavras distintas, das quais 60 são nomes próprios. Oitenta palavras (exclusivo de nomes próprios) não são encontradas em outras partes do Novo Testamento. Cerca de um quarto delas não são clássicas. Além disso, Marcos faz uso do presente histórico, bem como do segredo messiânico a fim de revelar a mensagem do seu Evangelho.

### Teologia
Os cristãos consideram o Evangelho de Marcos como divinamente inspirado, tendo a teologia desta obra em consonância com a do resto da Bíblia. Cada um vê Marcos como uma das mais importantes contribuições para a teologia cristã, apesar de os cristãos discordarem às vezes sobre a natureza dessa teologia. No entanto, a contribuição deste evangelho para a teologia do Novo Testamento pode ser identificada como única em si.
Marcos é visto tanto como um historiador quanto como um teólogo, declarando que sua narrativa seja sobre o Evangelho de Jesus Cristo. O tema do Messias sofredor é a peça central para a interpretação que Marcos faz de Jesus, da teologia deste evangelho bem como da estrutura da obra. O conhecimento sobre a verdadeira identidade sobre o Messias está oculto e somente aqueles com uma visão espiritual podem ver. O conceito de conhecimento oculto pode ter se tornado a base dos Evangelhos Gnósticos. Por isso, John Killinger argumenta que, em Marcos, a narrativa da ressurreição está escondida durante todo o evangelho ao invés de estar presente no final. Ele especula assim que o autor deste evangelho pode ter sido um gnóstico cristão. No entanto, a maioria dos estudiosos no Novo Testamento não concorda com essa visão.

### Segredo messiânico
Em Marcos, mais do que nos outros evangelhos sinópticos, Jesus esconde sua identidade messiânica. Quando ele vai exorcizar demônios e eles o reconhecem, Jesus sempre manda-os ficar em silêncio. Quando Ele cura as pessoas, pede-lhes para não revelar como elas foram curadas. Quando prega, ele usa parábolas para esconder sua verdadeira mensagem. Os discípulos são ignorantes sobre a compreensão do verdadeiro significado do Cristo, compreendendo-o somente após Sua morte. Este segredo messiânico é uma questão central nos estudos da Bíblia.
Em 1901, William Wrede desafiou a visão corrente. Ele criticou os estudos de Marcos que afirmavam que este evangelho possuía uma narrativa simples e histórica. Para Wrede, o segredo messiânico foi um artifício literário que Marcos usou para resolver a tensão entre os primeiros cristãos, que saudaram Jesus como o Messias, e o Jesus histórico que, segundo ele, nunca fez tal afirmação sobre si. O segredo messiânico continua a ser um dos principais tópico de debate entre os eruditos do Novo Testamento.

### Adocionismo
Os cristãos acreditam que Jesus é o Filho de Deus. Para a maioria dos adeptos do cristianismo, Jesus de Nazaré foi concebido pelo Espírito Santo e nasceu da Virgem Maria.
No entanto, há uma crença entre uma minoria cristã chamada Adocionismo. Os adocionistas acreditam que Jesus era plenamente humano, nascido de uma união sexual entre José e Maria. Nesse caso, Jesus só se tornou divino mais tarde, em seu batismo. Ele foi escolhido como o primogênito de toda a criação por causa de sua devoção sem pecado à vontade de Deus.
O adocionismo provavelmente surgiu entre os primeiros cristãos judeus que procuravam conciliar as alegações de que Jesus era o Filho de Deus, com o estrito monoteísmo do Judaísmo - onde o conceito de uma Trindade era inaceitável. Estudiosos como Bart D. Ehrman argumentam que a teologia adocionista pode remontar quase ao tempo de Jesus. O início judaico-cristão dos Evangelhos não faz nenhuma menção a um nascimento sobrenatural. Em vez disso, eles afirmam que Jesus foi gerado em seu batismo.
A teologia do adocionismo caiu em descrédito depois que o cristianismo deixou suas raízes judaicas e a visão dos gentios sobre a religião cristã tornou-se dominante. Dessa forma, o adocionismo foi declarado heresia no final do século II, sendo rejeitado pelo Primeiro Concílio de Niceia, que proclamou a doutrina ortodoxa da Trindade e identificou Jesus como eternamente gerado de Deus. O Credo de Niceia passou a afirmar que Jesus nasceu do Espírito Santo e da Virgem Maria - como afirmam os evangelhos de Lucas e Mateus.
O adocionismo já estava presente no tempo de Mateus e dos outros Apóstolos. De acordo com os Padres da Igreja, o primeiro Evangelho foi escrito pelo apóstolo Mateus, e sua narrativa foi chamada de Evangelho dos Hebreus ou Evangelho dos Apóstolos. Este primeiro relato escrito da vida de Jesus foi adocionista em sua natureza. O Evangelho dos Hebreus não tem menção ao nascimento virginal e quando Jesus é batizado a obra afirma: Jesus saiu da água, o céu se abriu e viu-se o Espírito Santo descer na forma de uma pomba e entrar nEle. Em seguida, uma voz do céu disse: Tu és o meu Filho amado, em ti me comprazo". E, novamente, "Hoje eu te gerei". Imediatamente uma grande luz brilhou ao redor do local".
Alguns estudiosos também veem a teologia adocionista no Evangelho de Marcos. Marcos tem Jesus como o Filho de Deus, que ocorre em pontos estratégicos do Evangelho, em 1:1 ("O começo do evangelho de Jesus Cristo, o Filho de Deus") e em 15:39 ("Certamente este homem era o Filho de Deus!"), mas o nascimento virginal de Jesus não foi narrado. A frase "Filho de Deus" não está presente em alguns manuscritos antigos em 1:1. Bart D. Ehrman usa esta omissão para apoiar a noção de que o título de "Filho de Deus" para Jesus não é usado até Seu batismo. Sendo assim, Marcos refletiria uma visão de adoção. No entanto, a autenticidade da omissão de "Filho de Deus" e seu significado teológico tem sido rejeitada por boa parte dos estudiosos, como Bruce Metzger e Ben Witherington III.
No momento em que os Evangelhos de Lucas e Mateus foram escritos, Jesus é retratado como sendo o Filho de Deus, desde o momento do nascimento. Finalmente, o Evangelho de João retrata o Filho como existente desde o "princípio".

### Significado da morte de Jesus
O Evangelho de Marcos retrata a morte de Jesus como um sacrifício expiatório pelo pecado. A cortina do Templo, que servia como uma barreira entre a santa presença divina e o mundo profano, rasga no momento da morte de Jesus - simbolizando o fim da divisão entre o homem e Deus.
A única menção explícita do significado da morte de Jesus ocorre em Marcos 10:45, onde Jesus diz que o Filho do Homem não veio para ser servido mas para servir e dar a sua vida em resgate (lutron) de muitos (anti Pollon). De acordo com Barnabé Lindars, este versículo refere-se à canção do servo sofredor de Isaías, com lutron referindo-se à "oferta pelo pecado" (Isaías 53:10) e anti Pollon ao Servo "carregando o pecado de muitos", em Isaías 53:12. A palavra grega anti significa "no lugar de", que indica uma morte substitutiva.
O autor deste evangelho também fala da morte de Jesus por meio de metáforas, como a do noivo que parte em Marcos 2:20 e do herdeiro rejeitado em Marcos 12:6-8. Ele vê Jesus como cumprindo a profecia do Antigo Testamento (Marcos 9:12, Marcos 12:10, Marcos 14:21 e Marcos 14:27).
Muitos estudiosos acreditam que Marcos estruturou seu evangelho de forma a enfatizar a morte de Jesus. Alan Culpepper, por exemplo, vê Marcos 15:1-39 como o desenvolvimento em três atos, cada um contendo um evento e uma resposta. O primeiro evento é o julgamento, seguido pelas zombarias do soldados contra Jesus; o segundo evento é Jesus sendo crucificado, seguido pelos espectadores zombando dele; o terceiro e último evento nesta sequência é a morte de Jesus, seguida pelo véu do templo sendo rasgado e a confissão do centurião que afirma: "Verdadeiramente este homem era o Filho de Deus". Essa estrutura triádica de Marcos enfatiza a importância desta última confissão do centurião romano, o que proporciona um contraste dramático com as duas cenas de escárnio que a precedem. Bauer sugere que "o evangelho de Marcos, ao trazer um clímax com esta confissão cristológica na cruz, indica que Jesus é, em primeiro lugar, o Filho de Deus; E que Jesus é Filho de Deus como aquele que sofre e morre em obediência a Deus". Joel observa que enquanto os outros evangelistas atenuam, Marcos "enfatiza o sofrimento e a morte de Jesus na cruz". Por isso, ele vê "Marcos como mais fortemente influenciado pela teologia da cruz de Paulo do que os outros evangelhos".